# Alessandro Della Seta
Alessandro Della Seta (Rome, 29 juin 1879 - Casteggio, 10 septembre 1944) est un archéologue italien.

## Biographie
Après des études d'archéologie et d'histoire de l'art grec et romain à l'Université de Rome où il est élève d'Emmanuel Loewy, il obtient une bourse d'études qui lui permet de séjourner en Grèce. Assistant à la chaire d'archéologie de Rome (1905), il travaille sur les civilisations minoenne et mycénienne.
Nommé inspecteur au Musée de la Villa Giulia à Rome (1909), il publie le catalogue des collections. Il enseigne en parallèle l'étruscologie et l'archéologie italique et devient en 1914 commissaire au Musée d'Arezzo. Il se porte au même moment volontaire pour le front et y recevra la croix de guerre.
Directeur de l'École italienne d'Athènes (1919-1939), il inaugure les fouilles de Lemnos et met en œuvre la découverte du site préhistorique de Poliochni. Adhérant aux lois raciales fascistes, il est démis de ses fonctions en 1939 mais est réintégré le 1er juin 1944.

## Travaux
- La genesi dello scorcio nell'arte greca, 1907
- La collezione Barberini di antichità prenestine, in Bollettino d'Arte III, 1909, p. 161-211
- Religione ed arte figurata, 1912
- Catalogo del Museo di Villa Giulia, 1918
- Italia antica, 1921
- Il nudo nell'arte, 1930